# Anisobas celebensis
Anisobas celebensis är en stekelart som beskrevs av Heinrich 1934. Anisobas celebensis ingår i släktet Anisobas och familjen brokparasitsteklar. Inga underarter finns listade i Catalogue of Life.